# Попович Ярослава Михайлівна
Яросла́ва Миха́йлівна Попо́вич (26 квітня 1977, с. Боброїди, Львівська область) — українська художниця, критикиня мистецтва, менеджерка у сфері культури. Лауреатка премій міжнародних конкурсів малярства (Польща), учасниця виставок в Україні та за кордоном (Польща, Румунія), членкиня Львівського товариства любителів мистецтва (LTPSP). Співорганізаторка та учасниця міжнародних пленерів «Барви Розточчя» 2013—2016 рр., «Transylvania art camp» 2016 р., «Marianowo», «Синевир-арт», «Silver-art», учасниця наукових конференцій, симпозіумів в Україні та за кордоном.

## Життєпис
Народилася на Жовківщині у с. Боброїди. Хист до малювання проявила з дитинства, адже походить з творчої родини: бабуся була відомою вишивальницею, дідусь — знаним ковалем, гарно малював, мати викладала в школі малювання, вела гурток мистецтва.
Закінчила Бишківську середню школу. У 1992 році вступила до заочної художньої школи «Оберіг» у м. Київ та Решетилівське ХПТУ№ 28 у Полтавській області. У 1995 році з відзнакою закінчила художнє училище. З 1998 року почала працювати керівницею гуртків у Рава-Руському МБДЮТ. У 2004 році вступила до Львівської національної академії мистецтв на кафедру ІТМ, де здобула ступінь магістра за спеціалізацією: «менеджер у сфері культури, викладач» та отримала диплом «з відзнакою». Продовжила своє наукове дослідження «Історико — мистецька спадщина Жовківщини. Проблеми збереження, реставрації та рекреації», вступивши на відділ аспірантури ЛНАМ(2010—2014 роки). З 2008 року працює викладачкою образотворчого мистецтва у Рава-Руській ДМШ, зараз старша викладачка вищої категорії. Її учні та учениці — неодноразові переможці районних, обласних, всеукраїнських та міжнародних творчих конкурсів.

## Діяльність
Роботи Ярослави Попович знаходяться у приватних і музейних колекціях в Україні і за кордоном: Польща, Італія, Німеччина, Румунія. 
З 2017 р. — членкиня Львівського товариства любителів мистецтва. Відзначена грамотами і дипломами у галузі культури, туризму і освіти, лауреатка малярських конкурсів за кордоном. 
Окрім малярства, займається вокалом, туризмом, співорганізаторка міжнародних веломандрівок на теренах українсько-польського Розточчя, вивчає проблематику рекреації культури Розточанського регіону.
Засновниця вокального квартету «Мальви» у 2016 р., який активно гастролює в Україні та за кордоном.
Одружена, має синів.

## Виставки
Про себе:
|  | Створила близько сотні картин. Їх можна створити більше, але є багато ще таких справ (сімейних, побутових, професійних, соціальних), які теж потрібно виконувати. Коли я готувала персональну виставку, то поставила чітке завдання, що протягом двох тижнів створю 20 картин. Якщо є певна мета, то я її стараюся досягти |

Виставка індивідуальна м. Львів, Дім офіцерів, 2006 р.
Виставка індивідуальна м. Жовква, Будинок культури, 2006 р.
Виставка міжнародна, попленерова в м. Томашів Любельський, БК, 2011 р.(Польща)
Виставка міжнародна, попленерова в м. Томашів Любельський, БК, 2012 р.(Польща)
Виставка міжнародна, попленерова в м. Жовква, відділ львівської картинної галереї, музей «Жовківський замок», 2013 р.
Виставка міжнародна, попленерова в м. Томашів Любельський, БК, 2013 р. (Польща)
Виставка міжнародна, попленерова: «Інспірації», БК, 2013 р.(Польща)
Виставка збірна в м.Рава-Руська, Народний дім, 2013 р.
Виставка міжнародна, попленерова в м. Томашів Любельський, БК, 2014 р.(Польща)
Виставка міжнародна, попленерова у Львівська національна галерея мистецтв, «Весняний салон» м. Львів, 2014 р.
Виставка збірна «Серпневі зустрічі» м. Жовква, відділ львівської картинної галереї, музей «Жовківський замок», 2014 р.
Виставка збірна м. Рава-Руська, Народний дім, 2014 р.
Виставка міжнародна, попленерова у м. Цєшанув, Центр культури 2014 р.(Польща)
Виставка міжнародна, попленерова у м. Томашів Любельський, БК, 2015 р.(Польща)
Виставка збірна «Хліб, сіль, вино» у м. Жовква, відділ львівської картинної галереї, музей «Жовківський замок», 2015 р.
Виставка міжнародна, попленерова: «Барви Розточчя» у м. Кельці, філармонія 2015 р. (Польща)
Виставка збірна м. Рава-Руська, БК, 2015 р.
Виставка міжнародна, попленерова у м. Клужна Пока, художня галерея, 2016 р. (Румунія)
Виставка збірна у Львівській обласній філармонії, 2016 р.
Виставка міжнародна, попленерова у м. Томашів Любельський, БК, 2016 р.
Виставка збірна, ресторан «Під Левом» м. Львів, 2017 р.
Індивідуальна виставка живопису «Феєрія кольору» у м. Жовква, відділ львівської картинної галереї, музей «Жовківський замок», 2017 р.
Виставка збірна, готель «Дністер» у м. Львів, 2017 р.
Виставка міжнародна, попленерова: «Барви Розточчя», у м. Кєльци, філармонія 2017 р.(Польща)
Виставка персональна: «Розквіт», ресторація «Морандувка» у м. Замость, 2018 р. (Польща)
Виставка збірна «А. Шептицький — володар духу» у с. Бишків, школа. 2018 р.
Виставка міжнародна, попленерова в Осаді Кресовій, 2018 р. (Польща)
Виставка міжнародна, попленерова, галерея: «Власна стріха», Львів 2018 р.
Виставка ЛТШМ в Перемишлі «Малюємо Львів», художня галерея, 2018 р.
Виставка міжнародна, попленерова «Осінній Львів», галерея «Власна Стріха» м. Львів, 2019 р.
Виставка міжнародна «Елементальна градація». Львів, Палац мистецтв, 2019 р.
Виставка персональна: «Квінтесенція», виставкова зала ТЦ «ФОРУМ Львів» у м. Львів, 2019 р.

## Публікації
1. Попович Ярослава. Методи популяризації культурної спадщини Жовківщини // Народознавчі зошити. Серія історична. Випуск 1. Львів, 2014. — с.114-122
2. Попович Ярослава. Національні мотиви у сакральній спадщині Юліана Буцманюка //Мистецтвознавство'14. Львів, 2014. — с.205- 216
3. Попович Ярослава. Юліан Буцманюк. Традиції та новаторство в оздобленні Василіанської церкви Христа Чоловіколюбця у м. Жовква //Жовква крізь століття. Випуск III. Львів, 2014. — с.266-274
4. Popovych Yaroslawa i Mariusz Skorniewski. Wielokulturowosc gminy Laszczow i miasta Zolkiew (Multiculturalism of the municipality of Laszczow and Zhovkva sity /Мультикультуралізм ґміни Лащув та міста Жовква). Zamosz, 2015. — с.107-131
5. Popovych Yaroslawa. Historyczno-artystyczne dziedzictwo miasta Rawa Ruska i okolic w kontekscie rozwoju turystyki historycznej na Roztoczu. Zarys problematyki // Rocznik Tomaszowski. Tomaszow Lubelsks, 2019. — с.247-263